# Winnipeg Jets
Winnipeg Jets este o echipă profesionistă canadiană de hochei pe gheață cu sediul în Winnipeg. Aceasta face parte din Divizia Centrală a Conferinței de Vest din NHL și este deținută de True North Sports & Entertainment, jucând meciurile de pe teren propriu la Canada Life Centre.
Jets a fost înființată ca Atlanta Thrashers la 25 iunie 1997 și a început să joace în sezonul 1999-2000 al NHL. True North Sports & Entertainment a cumpărat apoi echipa în mai 2011 și a relocat franciza la Winnipeg înainte de sezonul 2011-12, devenind astfel prima franciză din NHL care se relochează de la Hartford Whalers, devenită Carolina Hurricanes în 1997. Echipa a fost redenumită Jets după echipa originală WHA/NHL din Winnipeg, care s-a relocat după sezonul 1995-96 din cauza unor probleme financiare, devenind Phoenix (ulterior Arizona) Coyotes.